# 오노 지로

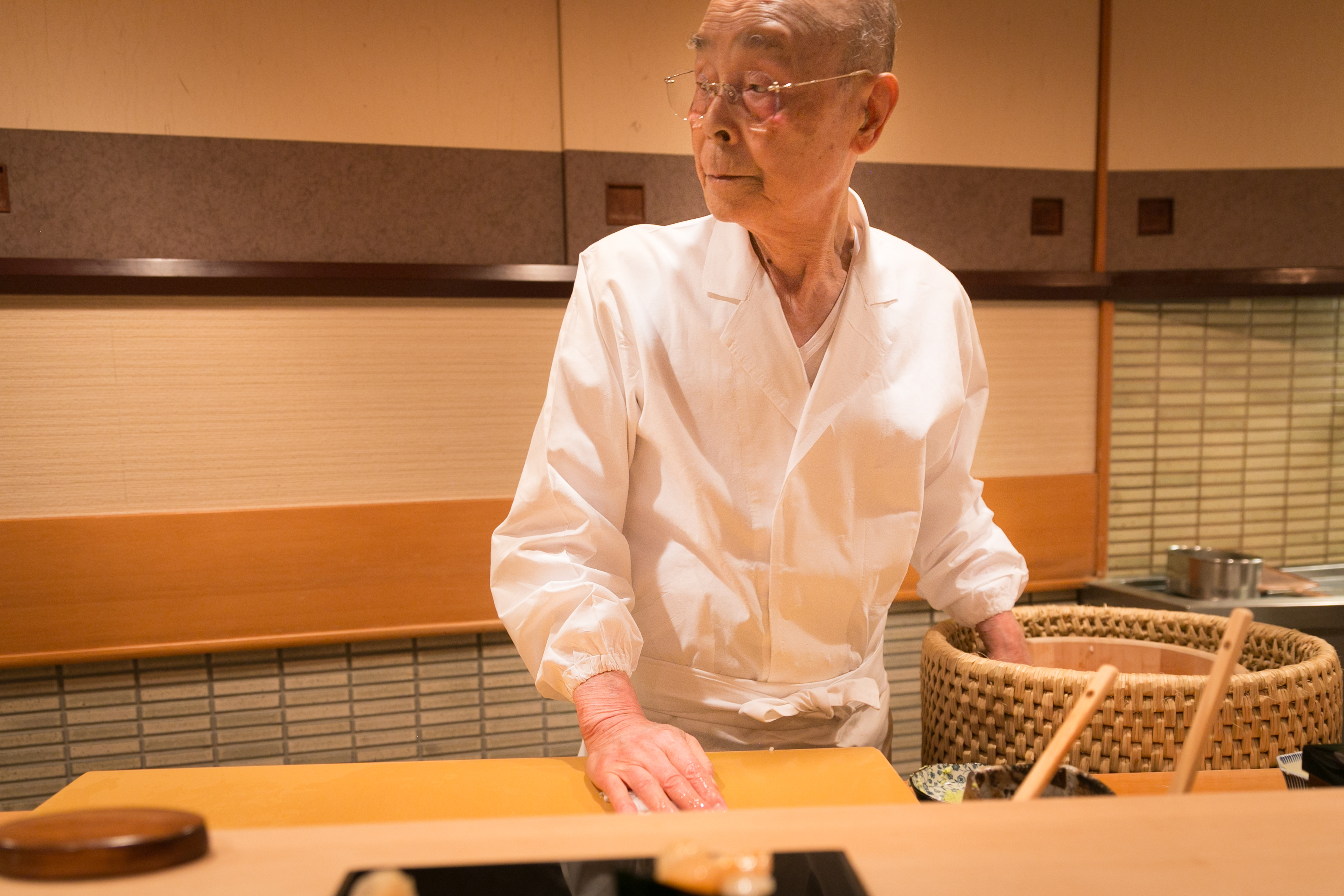

오노 지로(小野二郎, 1925년 10월 27일 ~ )는 일본의 셰프이자 일본 도쿄도 주오구 긴자의 일본의 초밥 식당 스키야바시 지로의 소유주이다. 오노는 살아있는 가장 위대한 스시 장인으로 간주되며 현대의 초밥 준비에 사용되는 혁신적인 방식을 고안하였다.

## 생애
일본 시즈오카현 덴류시(오늘날의 하마마쓰시)에서 태어났다. 7세부터 지역 식당 운영을 시작하였고 수습생으로서 공부를 위해 도쿄로 건너갔다. 1951년 초밥 셰프 자격을 얻었으며 1965년 자신만의 식당인 스키야바시 지로(すきやばし次郎)를 도쿄 긴자에서 열었다.
슬하에 2명의 아들(오노 요시카즈, 오노 다카시)이 있으며 둘 다 초밥 셰프이다. 막내 아들 다카시는 자신만의 미쉐린 가이드 식당을 관리한다. 오노 지로는 데이비드 겔브가 2010년 촬영하여 2011년 공개한 다큐멘터리 영화 스시 장인: 지로의 꿈의 주요 인물이다. 오노는 남획 때문에 전통 초밥에 쓰이는 중요 재료가 사라질 것을 두려워한다.

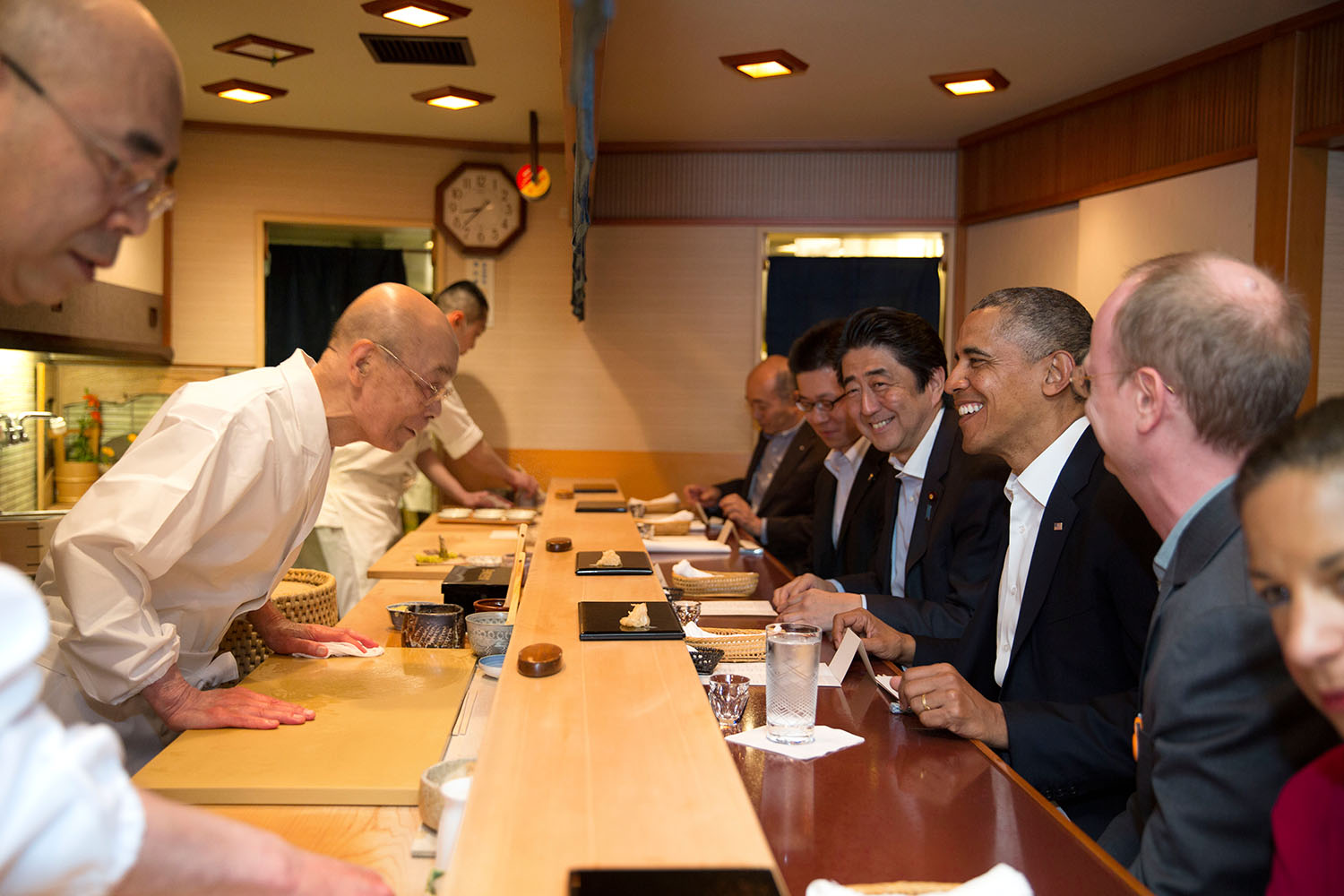
2014년 4월 스키야바시 지로에서 오노 지로가 일본의 전 총리 아베 신조와 미국의 전 대통령 버락 오바마를 대접하고 있다.

오노는 스키야바시 지로에서 아베 신조 전 총리와 버락 오바마 전 대통령을 대접하였다. 오바마는 "저는 하와이주에서 태어나 초밥을 많이 먹었지만 이것은 제 삶에서 먹었던 것 가운데 최고의 초밥이었습니다."라고 언급하였다.